# Raúl Ruiz Bautista
Raúl Ruiz Bautista (San Juan Achiutla, Oaxaca; 6 de enero de 1922-Ciudad de México; 1 de marzo de 2005) fue hijo de los modestos campesinos Bartolo Ruiz Trujillo y Laura Bautista López. Fue el responsable de la importante construcción del camino Ixtapa-Tlacotepec de la Mixteca Alta. Escribió sus memorias en un libro titulado Camino por la Mixteca sobre parte de la historia de San Juan Achiutla y la Mixteca Alta en el estado de Oaxaca. Su familia lo publicó en el 2010, cinco años después de su muerte.

## Biografía
Realizó sus primeros estudios en la escuela primaria “Francisco I. Madero” en su pueblo natal, habiendo sido alumno del maestro Rutilio Ruiz Hernández a quien admiraría y respetaría durante toda su vida, y de quien aprendió a valorar su identidad indígena mixteca, a amar a su población de origen y a preocuparse y trabajar por la superación educativa y material de su terruño y pueblos vecinos. Más tarde se formó como maestro de educación elemental de 1938 a 1942 en la Escuela Normal Rural de San Antonio de la Cal, estado de Oaxaca. Emigró a la Ciudad de México, donde fue ayudante de un abonero, auxiliar de artesano, mesero y pequeño comerciante. Viajó a los Estados Unidos como bracero. Retornó a su pueblo para ayudar a su familia y volvió a la Ciudad de México donde se convirtió en conductor de tranvías. 
A los 26 años lanzó a los pueblos de la Mixteca Alta su Manifiesto Carretero para la construcción del camino Ixtapa–Tlacotepec, con lo que inició una secuencia de acciones que durarían toda su vida con el fin de que su pueblo y la región, aislada, olvidada y en la miseria, pudiera entrar, apenas en la década de 1950, al siglo XX, con la ayuda y el esfuerzo de los propios mixtecos. Esta historia se vería reflejada en sus Memorias.

### Ideólogo e impulsor caminero
En 1948 emprendió las acciones que serían más significativas para su vida y para la de sus paisanos de la Mixteca Alta: promueve la construcción del camino Ixtapa-Tlacotepec en aquella región, proceso que duraría tres lustros, para conseguirlo envió desde el Distrito Federal una carta al presidente municipal de su pueblo proponiéndole emprender la obra del camino rural para los pueblos de la zona. No recibió contestación alguna.
En 1949 optó por proponer la idea al que fuera su maestro de primaria en San Juan Achiutla Rutilio Ruiz Hernández, pidiéndole su opinión sobre la construcción del camino para comunicar las poblaciones que se encuentran entre San Felipe Ixtapa y Santo Domingo Huendio en la Mixteca Alta; entre estas poblaciones estaba su pueblo San Juan Achiutla. Recibió una muy positiva contestación de Rutilio Ruiz.

Manifiesto de Raúl Ruiz Bautista convocando a la construcción del camino vecinal San Felipe Ixtapa - San Agustín Tlacotepec, Oaxaca, México, 1949.

En agosto de ese año imprimió y lanzó su Manifiesto Carretero dirigido a los presidentes y agentes municipales, profesores en funciones y personas en general de los pueblos de Huendio, San Miguel Achiutla, San Sebastián Atoyaquillo, San Juan Achiutla, Santa María Nduayaco, Ticú, San José de Gracia, Santa Catarina Río Delgado y San Felipe Ixtapa, llamándolos a emprender la construcción del camino vecinal. Pronto recibieron Rutilio Ruiz Hernández y él la adhesión de los pueblos al Manifiesto expresando su disposición inmediata para trabajar en la obra.
Para la organización y construcción del necesario camino, Raúl fungió en la Ciudad de México como contacto, negociador y representante ante las diferentes instancias del Gobierno Federal para obtener herramientas y materiales. En su momento las autoridades de los pueblos lo nombrarían por escrito como su representante para realizar el cabildeo necesario para la obra y para otras muchas necesidades de los pueblos, que desarrolló eficazmente y como trabajo adicional al necesario para mantener a su familia.
Rutilio Ruiz Hernández por su parte lideró los trabajos a través del Comité Regional Pro – Camino Vecinal Ixtapa - Tlacotepec y también realizó negociaciones y gestiones con el Gobierno Federal para obtener materiales y fondos, haciendo con Raúl una eficiente mancuerna. Los esfuerzos de construcción durarían hasta 1963.
En 1950 el ingeniero Miguel García Cruz, político indígena originario también de la Mixteca, a la sazón Secretario General del Instituto Mexicano del Seguro Social, comisionó a Raúl Ruiz para acompañar al técnico responsable de hacer el recorrido por el que se construiría el camino vecinal Ixtapa-Tlacotepec, viaje del que Raúl dejaría memoria escrita. En 1952 acompañó a Miguel García Cruz por la Mixteca Alta en su campaña política para diputado federal por esa región.
En 1953 Raúl fundó la organización Vanguardia Progresista de San Juan Achiutla en el Distrito Federal, uno de los agrupamientos que integraron la Coalición de los Pueblos Mixteco-Oaxaqueños dirigida por el Dr. Manuel Hernández Hernández. Los objetivos de Vanguardia Progresista fueron organizar a los achiutlecos radicados en la capital mexicana para colaborar en la resolución de los problemas de su patria chica, proporcionar ayuda a los radicados en la Ciudad de México, apoyar en la obtención de empleo a los paisanos recién llegados (objetivo que Raúl Ruiz consiguió en muchos casos); aportar a la mejora de la Escuela Primaria “Francisco I. Madero” de San Juan Achiutla, a los servicios públicos de su pueblo y participar activamente en la Coalición de Pueblos Mixtecos.

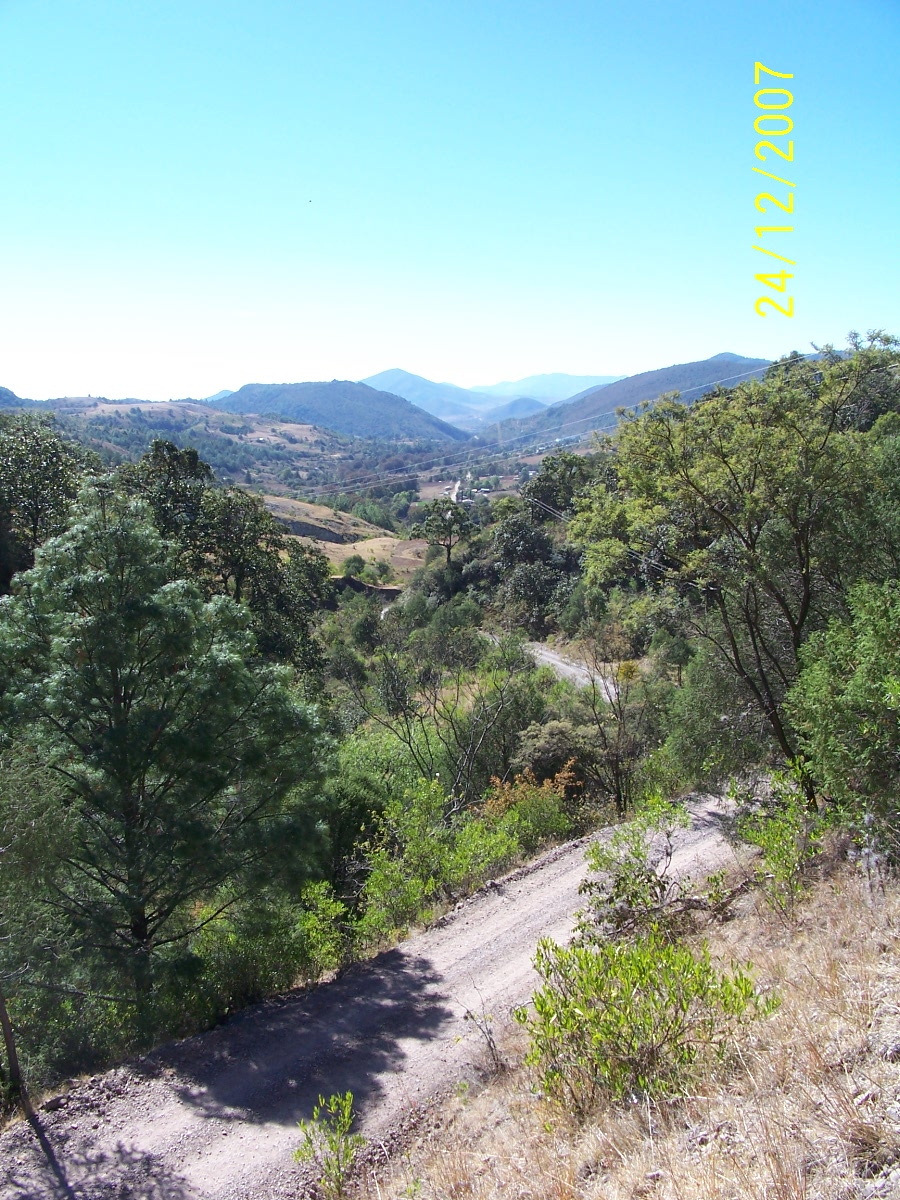
Camino Ixtapa-Tlacotepec a su paso por San Juan Achiutla

La organización funcionó por diez años hasta 1963, logrando con el esfuerzo de los achiutlecos entonces radicados en la Capital, un conjunto de aportaciones y apoyos para la escuela primaria, el inicio de servicios de agua potable, cancha de basquetbol, de correo, teléfono y demás servicios públicos, así como de impulso al deporte y apoyo, año con año, a las celebraciones patronales.
En 1963 se terminó la apertura del camino vecinal Ixtapa-Tlacotepec gracias al sacrificio y trabajo de todas las comunidades que roza la ruta y al intenso trabajo organizativo y material desplegado por el maestro Rutilio Ruiz Hernández, gracias también al apoyo del antropólogo Alfonso Caso, del ingeniero Miguel García Cruz, del Dr. Manuel Hernández Hernández al frente de la Coalición, y  gracias a la labor de Raúl Ruiz Bautista que fue la rótula, el engrane organizativo entre todos ellos para efectos de dicha vía de comunicación.
Las actividades de Raúl para contribuir con su terruño y con sus paisanos se prolongaron más allá de la existencia de Vanguardia y con diferente intensidad hasta su muerte. Insistió con los gobernadores del estado de Oaxaca y los senadores por esa entidad, en la pavimentación y ampliación del camino por ser la vía corta de ingreso a la Región; para la introducción y mantenimiento de corridas de transporte público por esa vía de comunicación, y para la creación de una industria cooperativa de transformación de la piedra caliza, a efecto de proporcionar empleo y arraigar a los mixtecos en su tierra, evitando así la migración que ya vaciaba pueblos enteros. No fue escuchado por esos políticos.

### Sus empleos

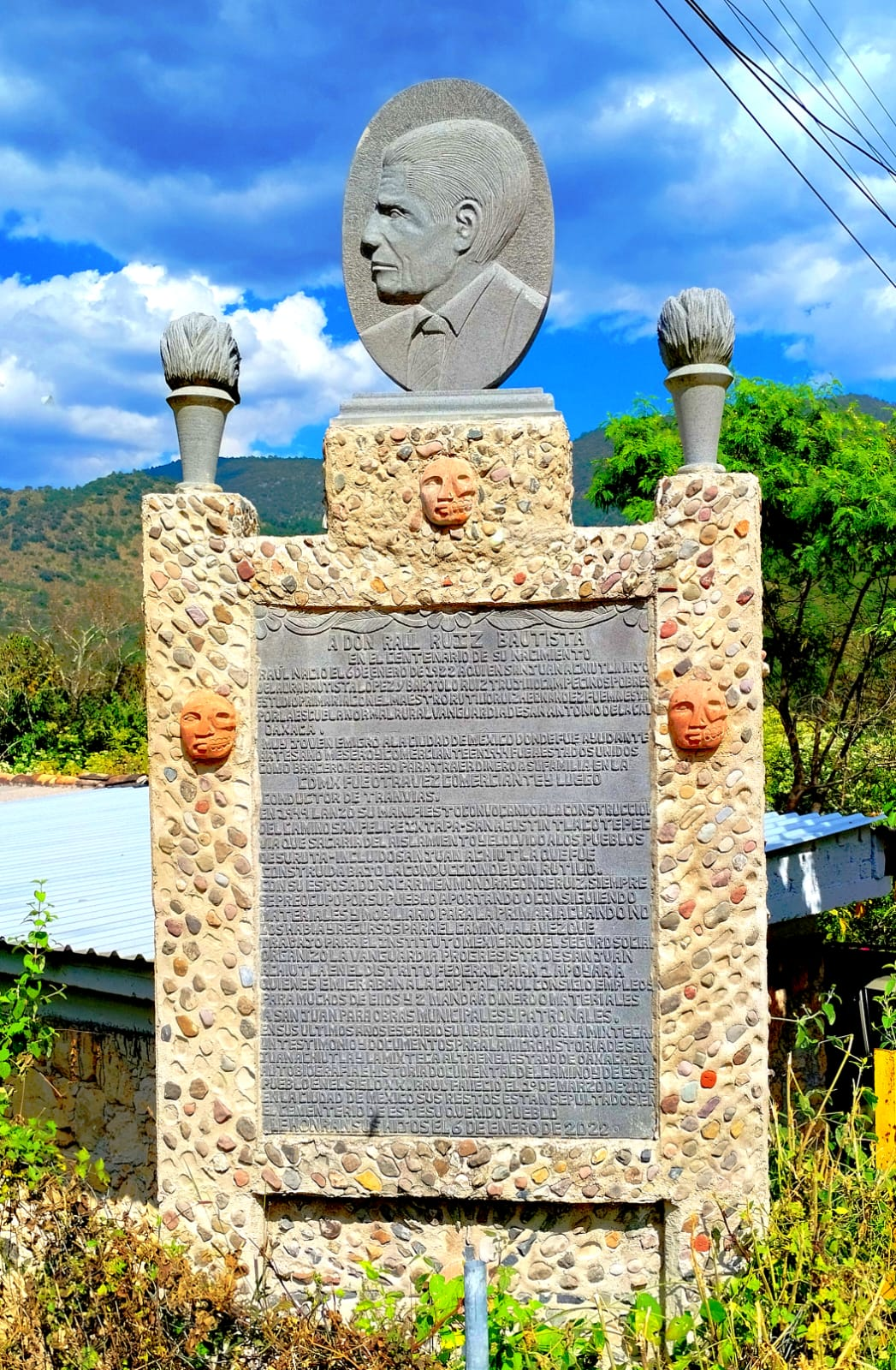
Monumento en su centenario a don Raúl Ruiz Bautista en San Juan Achiutla, estado de Oaxaca, México, 2022

En diciembre de 1942 recién egresado de la Normal Rural llegó a la Ciudad de México donde se empleó –como se ha dicho al inicio- como ayudante de un abonero que no sabía leer, mesero de una dama británica en una residencia particular; ayudante en un taller artesanal de cuchillería dirigido por su exprofesor de la Escuela Normal Rural, Francisco C. Cervantes, quien amablemente lo empleó y ayudó, y como pequeño comerciante.
En 1944 se contrató como bracero y viajó al estado de California en los Estados Unidos, de donde regresó al año siguiente para llevar dinero a su familia que necesitaba de esa ayuda. En 1946, de nuevo en la Ciudad de México, tuvo una tienda miscelánea. Ese año consiguió empleo como cobrador en tranvías, dándose de alta en diciembre como motorista en la Compañía de Tranvías de México, (más tarde Transportes Eléctricos del Distrito Federal).
En 1951 ingresó como empleado de inventarios del Instituto Mexicano del Seguro Social y, para poder mantener a su familia, continuó trabajando por las noches como tranviario, además de realizar las importantes actividades de impulso para su pueblo ya relatadas.
En 1956 el Instituto Mexicano del Seguro Social inició su programa habitacional para los trabajadores construyendo edificios multifamiliares con arrendamiento económico (hoy desaparecido). Raúl fue nombrado administrador de la Unidad Habitacional Narvarte que fue la primera en su tipo, iniciando su entrega y administración. En 1967 fue designado administrador de la Unidad Habitacional Tlatilco en la colonia Nueva Santa María. 
En 1969 se le designó otra vez como administrador de la Unidad Narvarte. En 1972 fue destinado para dirigir la Unidad Habitacional Legaria en la colonia Pensil de la Capital mexicana, administrando también la Unidad Tequesquinahua, en Tlanepantla, estado de México, del mismo Instituto por un breve periodo. Se jubiló como empleado del IMSS en el año de 1983, continuando diversas ocupaciones hasta su muerte.
El 14 de diciembre de 2012, siete años después de su deceso, la red social y organización Soy SCOP, compuesta por originales, antiguos y actuales vecinos de la Unidad Habitacional Narvarte (popularmente conocida también como "El SCOP") entregó, post mortem, un diploma de reconocimiento a Raúl por haber sido el primer administrador de ese conjunto habitacional.
El 17 de diciembre de 2016, el Comité Soy SCOP, vecinos de la Unidad Habitacional Narvarte, familiares y amigos, develaron una placa en memoria de Raúl en el exterior de la administración de ese conjunto habitacional. Debe mencionarse que ese mismo año se festejaron los 60 años de los multifamiliares, entre las celebraciones se dijeron sentidas palabras y discursos dentro de los cuales Raúl también fue recordado.

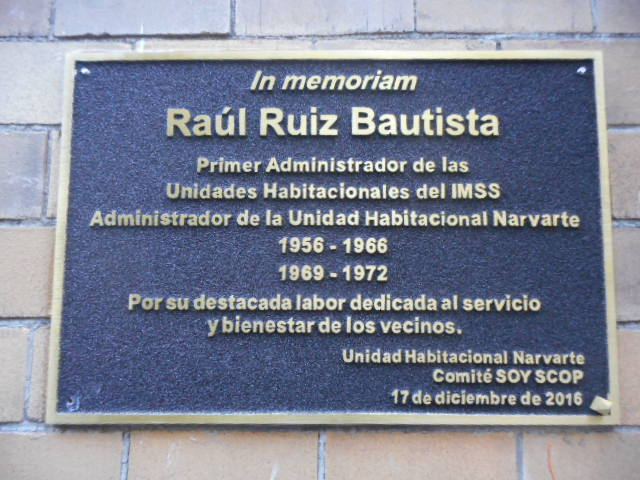
Placa Conmemorativa dedicada a Raúl Ruiz Bautista en la Unidad Habitacional Narvarte primer conjunto de departamentos que construyó el IMSS en 1956, de la que fue primer administrador. Diciembre de 2016

## Camino por la Mixteca
Raúl Ruiz Bautista escribió sus Memorias, Camino por la Mixteca. Un testimonio y documentos para la microhistoria de San Juan Achiutla y la Mixteca Alta en el estado de Oaxaca, que pudo completar a detalle gracias a su trabajo por más de 54 años de integración y organización de su archivo sobre la construcción del camino Ixtapa-Tlacotepec y su pueblo San Juan Achiutla. Fueron publicadas por su familia post mortem en 2010. El libro fue donado a las siguientes bibliotecas en México:
- Biblioteca Nacional de México, Universidad Nacional Autónoma de México (UNAM). Ciudad Universitaria. Ciudad de México.
- Biblioteca del Archivo General de la Nación, Ciudad de México.
- Biblioteca de El Colegio de México. Ciudad de México.
- Biblioteca Central de la Universidad Nacional Autónoma de México. Ciudad Universitaria, Ciudad de México.
- Biblioteca de la Facultad de Filosofía y Letras de la UNAM. Ciudad Universitaria, Ciudad de México.
- Biblioteca del Instituto de Investigaciones Antropológicas de la UNAM. Ciudad Universitaria, Ciudad de México.
- Biblioteca Ángel Palerm del Centro de Investigaciones y Estudios Superiores en Antropología Social (CIESAS). Ciudad de México.
- Biblioteca Francisco Xavier Clavigero de la Universidad Iberoamericana. Ciudad de México.
- Biblioteca Sor Juana Inés de la Cruz, de la Universidad del Claustro de Sor Juana. Ciudad de México.
- Biblioteca de San Juan Achiutla, Oaxaca, México.
- Biblioteca de la Radiodifusora Cultural Indigenista "La voz de la Mixteca". Comisión Nacional para el Desarrollo de los Pueblos Indígenas, Tlaxiaco, Oaxaca, México.
- Biblioteca del Centro Cultural Tlaxiaco, Heroica Ciudad de Tlaxiaco, Oaxaca, México.
- Biblioteca Municipal de la Heroica Ciudad de Tlaxiaco, Oaxaca, México.
- Biblioteca del Centro de Estudios de Historia de México Carso Fundación Carlos Slim.

Fue también entregado a las siguientes instituciones:
- Biblioteca del Congreso de los Estados Unidos en Washington D. C., donde fue clasificado como de alta relevancia como se puede ver en su catálogo en línea.
- Biblioteca de la Universidad de Stanford, en California, Estados Unidos.

Por difusión de la biblioteca de la Universidad de Stanford a través del Seminar on the Acquisition of Latin American Library Materials (SALALM), el libro fue solicitado por las siguientes bibliotecas, a las que fue donado:
- The British Library. La Biblioteca Británica, Londres, Reino Unido.
- Tozzer Library Harvard University. La Biblioteca Tozzer de la Universidad de Harvard, Cambridge Massachusetts, Estados Unidos.
- Princeton University Library. La Biblioteca de la Universidad de Princeton, Nueva Jersey, E. U.
- The Bancroft Library. La Biblioteca Bancroft de la Universidad de California en Berkeley, E. U.
- The Latin American Library, Tulane University. La Biblioteca Latinoamericana de la Universidad Tulane, Nuevo Orleans, Luisiana, E. U.
- Michigan State University Library. La Biblioteca de la Universidad del estado de Míchigan E. U.
- The University of Texas at Austin Libraries. La Biblioteca de la Universidad de Texas en Austin, E. U.
- The University of Texas - Pan American. La Biblioteca de la Universidad Panamericana de Texas, Edinburg, Texas E.U.
- Vanderbilt University Libraries. La Biblioteca de la Universidad Vanderbilt, Nashville, Tennessee, E. U.
- Doheny Library, Southern California University. La Biblioteca Doheny de la Universidad del Sur de California, Los Ángeles, California, E. U.
- Perkins Library, Duke University. La Biblioteca Perkins de la Universidad Duke, Durham, Carolina del Norte, E. U.
- University of Florida Library. La Biblioteca de la Universidad de Florida, Gainesville, Florida E. U.
- University of New Mexico Libraries. La Biblioteca de la Universidad de Nuevo México. Albuquerque, Nuevo México E. U.